# Alexandru Pantea
Alexandru Pantea, né le 11 septembre 2003 à Bucarest, est un footballeur roumain qui évolue au poste d'arrière latéral au FCSB.

## Biographie

### En club
Formé au Steaua Bucarest de sa ville natale, Alexandru Pantea y fait ses débuts professionnel le 21 juin 2020 — devenant le premier joueur né en 2003 à jouer en Liga 1 — enchaînant ensuite les rencontres dans cette fin de saison post-confinement.

### En sélection
Pantea est international avec l'Équipe de Roumanie des moins de 17 depuis le 6 septembre 2019 et un match contre l'Autriche.

## Style de jeu
Arrière latéral capable de jouer autant sur le couloir gauche que celui droit, il est de fait ambidextre,.

## Palmarès
| Fotbal Club FCSB - Coupe de Roumanie - Champion : 2019-20 |